# الکساندریا (نیوهمپشایر)
الکساندریا، نیوهمپشایر (به انگلیسی: Alexandria, New Hampshire) یک شهرک در ایالات متحده آمریکا است که در شهرستان گرافتن، نیوهمپشایر واقع شده‌است.

## خصوصیات
الکساندریا ۱۱۱٫۶ کیلومترمربع مساحت و ۱٬۶۱۳ نفر جمعیت دارد و ۱۹۰ متر بالاتر از سطح دریا واقع شده‌است.